# Lega Pro Seconda Divisione 2009/2010
Soutěžní ročník Lega Pro Seconda Divisione 2009/10 byl 32. ročník čtvrté nejvyšší italské fotbalové ligy. Soutěž začala 23. srpna 2009 a skončila 13. června 2010. Účastnilo se jí celkem 54 týmů rozdělené do tří skupin po 18 klubech. Z každé skupiny postoupil vítěz přímo do třetí ligy, druhý postupující se probojoval přes play off.
Kluby které měli sestoupit (AS Pro Belvedere Vercelli, AC Bellaria Igea Marina a Carrarese Calcio 1908) nakonec zůstali v soutěži i v příští sezoně.